# Wacker-Arena
Die Wacker-Arena ist ein Fußballstadion in Burghausen, Bayern. Es ist die Heimspielstätte des Fußball-Regionalligisten Wacker Burghausen.

## Geschichte
Das Stadion wurde 1952 als Stadion an der Liebigstraße eröffnet. Nach umfangreichen Renovierungsmaßnahmen im Jahr 2002 trägt es den Namen Wacker-Arena.
Nach erneutem Anbau hatte das Stadion in der Saison 2006/07 eine Kapazität von 12.200 Plätzen, davon 4.400 Sitz- und 7.800 Stehplätze. Zur Saison 2007/08, nach dem Zweitligaabstieg des SV Wacker, wurden jedoch die Osttribüne mit 3.200 Stehplätzen für die Gästefans sowie die Erweiterung der Haupttribüne mit 1.050 Sitzplätzen wieder abgebaut, sodass das Stadion nun nur noch 7.750 Zuschauer fasste. Zur Saison 2008/09 wurde jedoch gegenüber der Westtribüne hinter dem Tor wieder eine unüberdachte Stehplatztribüne für Gästefans geschaffen, die 2.200 Personen fasst, da für die in dieser Saison erreichten 3. Liga aus Lizenzgründen eine Kapazität von 10.000 Plätzen im Stadion vorgeschrieben ist.
Das Stadion besteht aus vier freistehenden Tribünen. Auf der komplett überdachten Haupttribüne befinden sich sämtliche Sitzplätze sowie ein VIP-Bereich, West- und Gegentribüne bieten Stehplätze (teilweise überdacht) für 2.600 bzw. 1.800 Zuschauer.
Neben einer elektronischen Anzeigetafel verfügt das Stadion über eine Flutlichtanlage sowie eine Leichtathletikanlage.
Der Zuschauerrekord von 11.582 Zuschauern wurde am 6. August 2007 beim Pokalspiel gegen den FC Bayern München aufgestellt.

## Tribünen
Die Wacker-Arena bietet auf seinen Rängen 10.000 Plätze.
- Haupttribüne: 3.350 Sitzplätze überdacht (Süd)
- Westtribüne: 2.650 Stehplätze, davon 1.800 überdacht (West)
- Badseite: 1.800 Stehplätze überdacht (Nord)
- Osttribüne: 2.200 Stehplätze unüberdacht (Ost)

## Länderspiele
Bislang wurden vier Länderspiele in der Arena ausgetragen.
EM-Qualifikation der Frauen
- 15. November 1987:  Deutschland –  Italien 3:0

Vorbereitungsspiele auf die Fußball-Europameisterschaft 2008 der Männer
- 28. Mai 2008:  Russland –  Serbien 2:1
- 4. Juni 2008:  Russland –  Litauen 4:1

Finale des UEFA Regions’ Cup 2019
- 26. Juli 2019:  Deutschland –  Polen 2:3